# Advanced Stream Redirector
El formato Advanced Stream Redirector (ASX) es un tipo de metadato XML diseñado para almacenar listas de Archivos Multimedia de Windows para presentaciones multimedia. Se usa frecuentemente en servidores de vídeos en streaming donde se precisa ejecutar consecutivamente múltiples archivos ASF.
Los dos protocolos principales de streaming: RTSP y MMS así como el protocolo HTTP son compatibles.
Los archivos ASX tiene el codec de video MIME, al igual que los archivos ASF.
Con la introducción de los formatos-contenedor WMA y WMV a finales de los años 90, fue posible que Microsoft introdujera las extensiones WAX y WVX respectivamente.

## Historia
Los archivos Advanced Stream Redirector (.asx), también conocidos como metarchivos de Windows Media, son ficheros de texto que contienen datos acerca de una secuencia de archivos y de su modo de presentación. La principal función de este tipo de archivos es la tarea de definir listas de reproducción para proporcionar al Reproductor de Windows Media información acerca de cómo presentar determinados elementos multimedia de la lista de reproducción.
Los metarchivos de'Windows Media se estructuran mediante la sintaxis XML y se pueden codificar en formato ANSI o UNICODE (UTF-8). Estos siguen una lógica de lenguaje de marcado formados por varios elementos con sus etiquetas y atributos asociados. Cada elemento de un metarchivo de Windows Media define una opción o acción determinada en el Reproductor de Windows Media.

## Ejemplo
```
<
asx
 
version
=
"3.0"
>

  
<
title
>
Example
.
com
 
Live
 
Stream
</
title
>

 

  
<
entry
>

    
<
title
>
Short
 
Announcement
 
to
 
Play
 
Before
 
Main
 
Stream
</
title
>

    
<
ref
 
href
=
"http://example.com/announcement.wma"
 
/>

    
<
param
 
name
=
"aParameterName"
 
value
=
"aParameterValue"
 
/>

  
</
entry
>

 

  
<
entry
>

    
<
title
>
Example
 
radio
</
title
>

    
<
ref
 
href
=
"http://example.com:8080"
 
/>

    
<
author
>
Example
.
com
</
author
>

    
<
copyright
>
©
2005
 
Example
.
com
</
copyright
>

  
</
entry
>

</
asx
>

```